# Charles Mordaunt (3e comte de Peterborough)
Charles Mordaunt, 3e comte de Peterborough et 1er comte de Monmouth, (1658 - 25 octobre 1735) est un noble et chef militaire anglais. Il est le fils de John Mordaunt (1er vicomte Mordaunt), et de son épouse Elizabeth, fille et unique héritière de Thomas Carey, deuxième fils de Robert Carey (1er comte de Monmouth). Le père de Mordaunt, John Mordaunt, est créé vicomte Mordaunt d'Avalon et baron Mordaunt de Reigate, Surrey, en 1659.

## Carrière politique
Charles fréquente la Tonbridge School, et est ensuite inscrit à la Christ Church, Oxford, le 11 avril 1674. A environ seize ans, il rejoint John Narborough à la « flotte en Méditerranée, et remporte sa première distinction militaire dans la destruction de la flotte du dey à Tripoli. Son père décède le 5 juin 1675 et Charles Mordaunt lui succède à la pairie sous le nom de vicomte Mordaunt.
À son retour de la deuxième expédition à Tanger, il se plonge dans la vie politique active en tant que Whig zélé et opposant sans faille de l'héritier du trône, James, duc d'York. Lorsque Jacques II accède au trône, l'hostilité persistante de Mordaunt l'oblige à se rendre en Hollande en 1686, où il propose à Guillaume d'Orange d'envahir l'Angleterre. La disposition froide et prudente de William a peu de choses en commun avec le féroce et turbulent Mordaunt. Son plan est rejeté, mais le prince d'Orange juge judicieux de conserver ses services. Lorsque William s'embarque pour Torbay son ami l'accompagne et lorsque le prince hollandais s'établit en toute sécurité sur le trône d'Angleterre, lord Mordaunt est récompensé.

### Premier Lord du trésor
Il est admis au conseil privé le 14 février 1689, le 8 avril de la même année, il est nommé premier lord du Trésor et un jour plus tard, il devient le 1er comte de Monmouth (deuxième création au sein de la même famille). Ses grands-parents maternels sont Thomas Carey et sa femme Margaret Smith ; Thomas est le deuxième fils de Robert Carey, 1er comte de Monmouth et de son épouse Elizabeth Trevanion. La création de Monmouth rend ainsi le comté à la descendance d'un détenteur antérieur. Créée en 1626, cette pairie s’est éteinte en 1661 à la mort du 2e comte (elle aurait peut-être aussi été créée pour effacer le souvenir de James Scott, duc de Monmouth, décapité pour trahison).
En moins d'un an, il quitte son poste au trésor, mais il reste toujours avec la personne de son monarque et est avec lui dans son dangereux passage vers la Hollande en janvier 1691. Il est l’un des dix-huit pairs qui signent la protestation contre le rejet, le 7 décembre 1692, de la motion tendant à la constitution d’un comité chargé d’enquêter sur la conduite de la guerre de la Ligue d'Augsbourg. Bien que William ait refusé son consentement à un projet de loi triennal aux parlements précédents, lord Monmouth n’a pas hésité à le présenter à nouveau en décembre 1693. Cela donna lieu à un désaccord avec la cour, bien que la rupture définitive ne se produise qu'en janvier 1697, lorsque Monmouth est accusé de complicité dans le complot de sir John Fenwick et de l'utilisation de paroles désobligeantes envers le roi. Il est incarcéré dans la tour de Londres et reste confiné jusqu'au 30 mars 1697. Il est privé de ses emplois. Une consolation pour ces troubles lui vient le 19 juin de la même année, quand il devient comte de Peterborough, à la mort de son oncle Henry Mordaunt (2e comte de Peterborough).

### Libéré de la tour
Les quatre années qui suivent sa libération de la Tour sont principalement passées dans la retraite, mais lors de l’avènement de la reine Anne, il s'est de nouveau plongé dans la vie politique avec avidité. En février 1702, il subit la censure de la Chambre des communes pour le rôle qu'il tient dans la tentative d'obtenir le retour de son candidat pour l'arrondissement de Malmesbury. Par crainte du ministère que son esprit inquiet le pousse à s'opposer à lui s'il reste en Angleterre, il est nommé au début de 1705 pour commander une expédition en Espagne, pendant la Guerre de Succession d'Espagne.

### Commandant unique des forces terrestres
Il dirige les troupes anglaises et néerlandaises en Espagne. En avril 1705, il est nommé commandant unique des forces terrestres et commandant adjoint avec Sir Cloudesley Shovell de la flotte le 1er mai, après avoir été réintégré au Conseil privé le 29 mars. Il arrive à Lisbonne le 20 juin 1705, s'embarque pour Barcelone (août 1705) dans le cadre d'une expédition pour la conquête de la Catalogne et commence à assiéger la ville. Pendant quelques semaines, les opérations ne sont pas poursuivies avec vigueur et Peterborough insiste pour que la flotte transporte les troupes en Italie, mais les conseils énergiques de Charles-Louis d'Autriche-Teschen finissent par l'emporter et le 14 octobre, la ville tombe entre ses mains. Le 24 janvier 1706, il entre triomphant à Valence, mais ces mouvements ont affaibli la garnison de Barcelone, qui est maintenant assiégée par une force française supérieure dirigée par René de Froulay de Tessé. La garnison, commandée par l’archiduc, défend ses positions avec beaucoup de bravoure, mais aurait été obligée de se rendre si la flotte de sir John Leake, répondant aux appels de Charles, mais allant à l’encontre des ordres initiaux de Peterborough, n'était venue à leur aide.
Il est difficile de comprendre l'action de Peterborough au cours de cette campagne, à moins de supposer qu'il ne sympathise pas avec le mouvement visant à placer un prince autrichien sur le trône d'Espagne. Lorsque Charles décide de s'unir aux troupes de lord Galway et de se diriger vers Madrid, les conseils de Peterborough l'empêchent de nouveau de progresser.
Les chefs de l'armée ont des opinions divergentes et lord Peterborough est rappelé en Angleterre pour expliquer sa conduite (mars 1707). Accusé d'incompétence et d'avoir outrepassé son autorité, ses actions font l'objet d'une controverse partisane entre les conservateurs, qui le soutiennent, et les whigs, qui ne le soutiennent pas.

### Retour en Angleterre
À son retour en Angleterre, il s'allie avec les conservateurs et s'oppose au vainqueur whig de Blenheim et de Malplaquet. Les divergences entre les trois pairs, Peterborough, Galway et Tyrawley, qui ont servi en Espagne, font l’objet de débats animés à la Chambre des lords, lorsque la majorité se déclare pour Peterborough; après des discours enflammés, la résolution selon laquelle il a rendu de nombreux services éminents est adoptée et des remerciements lui sont adressés (janvier et février 1708). Ses nouveaux amis ne désirent pas le retenir longtemps sur le sol anglais et l'envoient en mission à Vienne, où il engage de manière caractéristique le ministère dans des promesses qu'ils désapprouvèrent. Son ressentiment à l'égard de ce désaccord est atténué par le commandement d'un régiment de cavalerie et par sa nomination comme chevalier de la jarretière (août 1713). Avec l'avènement de George Ier, l'influence de lord Peterborough disparait. Épuisé par la maladie, il meurt à Lisbonne le 25 octobre 1735. Ses restes sont transportés en Angleterre et enterrés à Turvey dans le Bedfordshire le 21 novembre.

## Caractère et famille
Lord Peterborough est de petite taille et a une grande énergie. Son activité ne connaissait pas de limites. Il est éloquent dans les débats et intrépide dans la guerre, mais son influence politique est ruinée par son incohérence et sa vigueur sur le terrain est gaspillée par son manque d'union avec ses collègues.

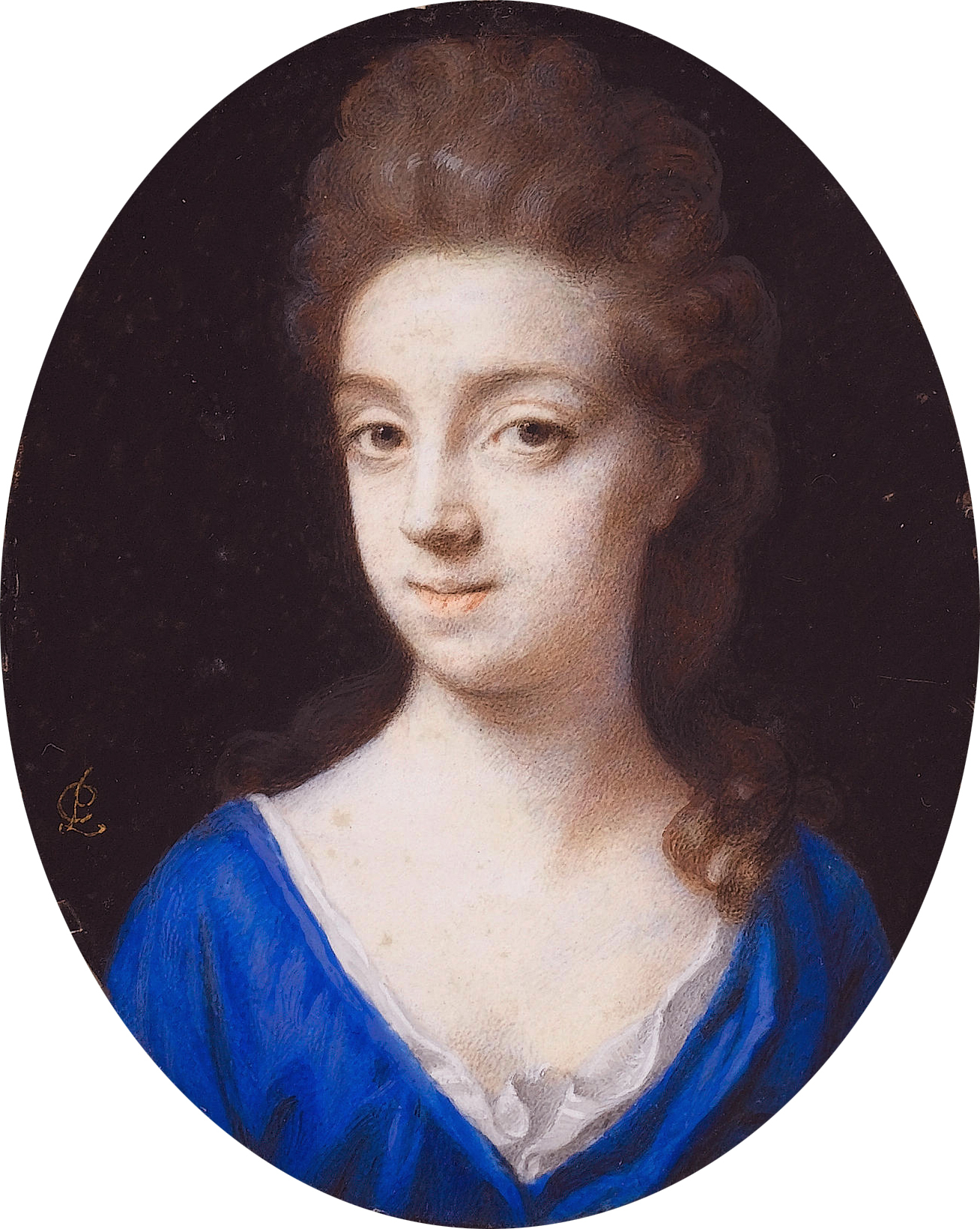
Carey Fraser (Peter Cross)

En 1678, Charles épouse Carey Fraser, fille de sir Alexander Fraser et de son épouse, Mary Carey (cousine au deuxième degré de la mère de Mordaunt, Elizabeth Carey). Elle est décédée le 13 mai 1709 et est enterrée à Turvey. Ils ont trois enfants :
- Henrietta Mordaunt (décédée en 1760), épouse Alexander Gordon (2e duc de Gordon). Son petit-fils, Alexander Gordon (4e duc de Gordon) hérite de la baronnie Mordaunt.
- John Mordaunt (vicomte Mordaunt) (c.1681-1710), père du 4e comte.
- Henry Mordaunt, (décédé le 27 février 1710).

En 1722 il épouse secrètement Anastasia Robinson (vers 1695-1755), célèbre chanteuse dramatique (depuis 1714) d'une grande beauté et d'une douceur de caractère, fille de Thomas Robinson (décédé en 1722); mais elle est d'abord considérée simplement comme sa maîtresse. Elle reste sur la scène lyrique jusqu'en 1724. Une seconde cérémonie de mariage semble avoir eu lieu quelques mois avant sa mort en 1735. Par sa seconde épouse, il semble n'avoir aucun enfant.